# Prāgas iela
Pour les articles homonymes, voir Rue de Prague.
La rue de Prague (en letton : Prāgas iela) est une rue à Rīga en Lettonie,.

## Présentation
La Pragas iela traverse le voisinage de Maskavas forštate de la banlieue de Latgale. 
La rue Pragas iela s'étend dans une direction sud-est, depuis l'intersection avec la rue 13. rue Janvara et se termine à l'intersection des rues Turgeņeva iela et Elijas iela.
Dans sa partie médiane, le tracé de la rue est interrompue par le marché central de Riga, et suit une légere courbure.
La rue Pragas iela passe sous la ligne ferroviaire Riga-Tornakalns et traverse le canal de la ville.

## Transport
La longueur totale de la rue Pragas est de 510 mètres.. 
Sur le tronçon allant de la rue du 13 janvier à la rue Centraltirgus, une double voie de tramway est utilisée par les lignes 1 et 
7 avec un arrêt «Prāgas iela». 
Dans ce tronçon, la circulation dans la rue Pragas iela est à sens unique en direction du marché central.
Toute la longueur de la rue Pragas est asphaltée sauf la zone des voies du tramway qui est pavée.
À l'intersection avec la rue du 13 janvier, un passage pour piétons a été construit en 1967, qui au moment de la construction était le plus long de Riga avec 80 mètres.

## Bâtiments remarquables
- Au n°1, la gare routière internationale de Riga (1960-1964, architecte Georg Mintz)[2].
- Au n°2, l'ancien centre commercial Titaniks construit en 1998-1999, et démoli en 2022 pour libérer le tracé pour la construction de Rail Baltica.

## Galerie

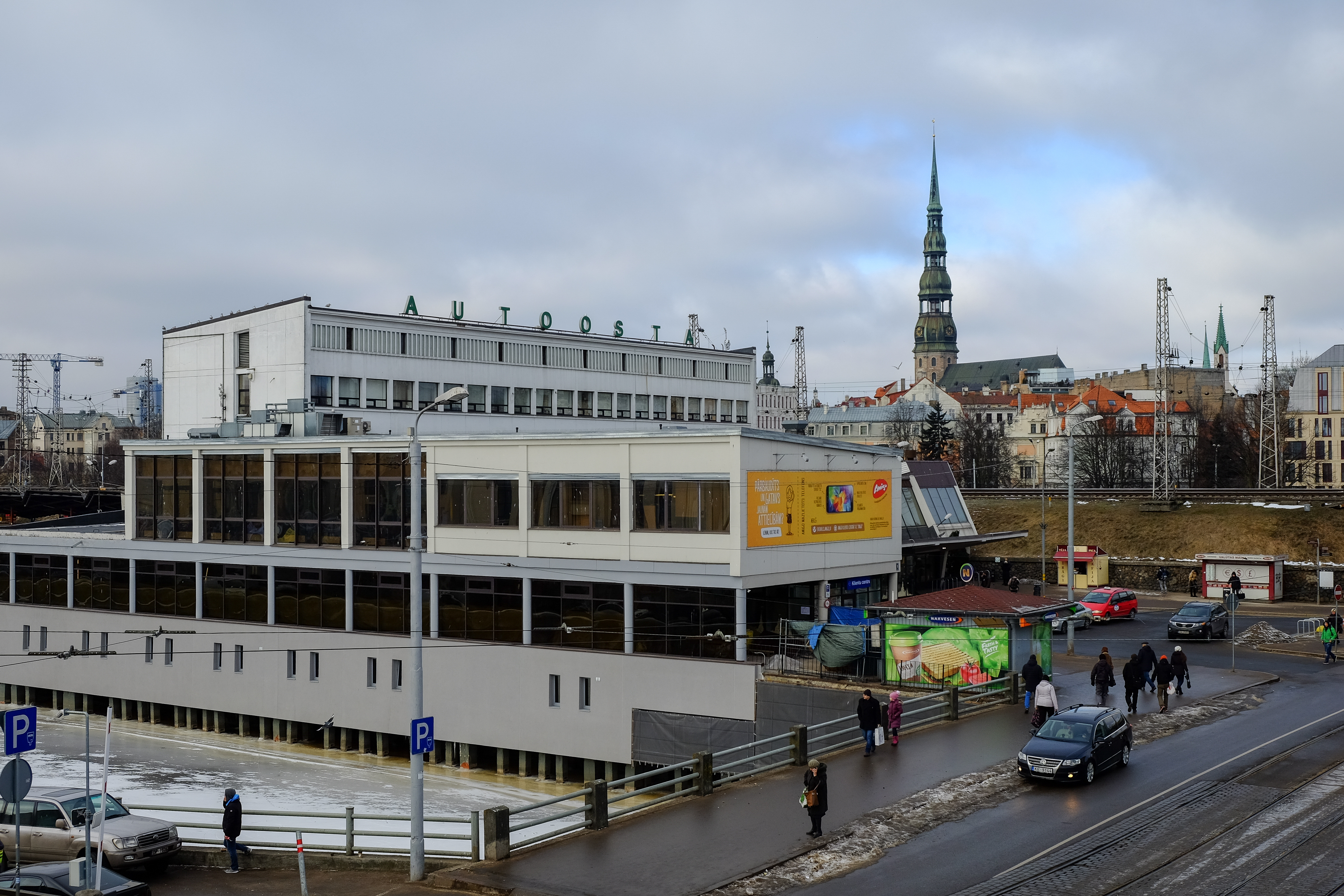
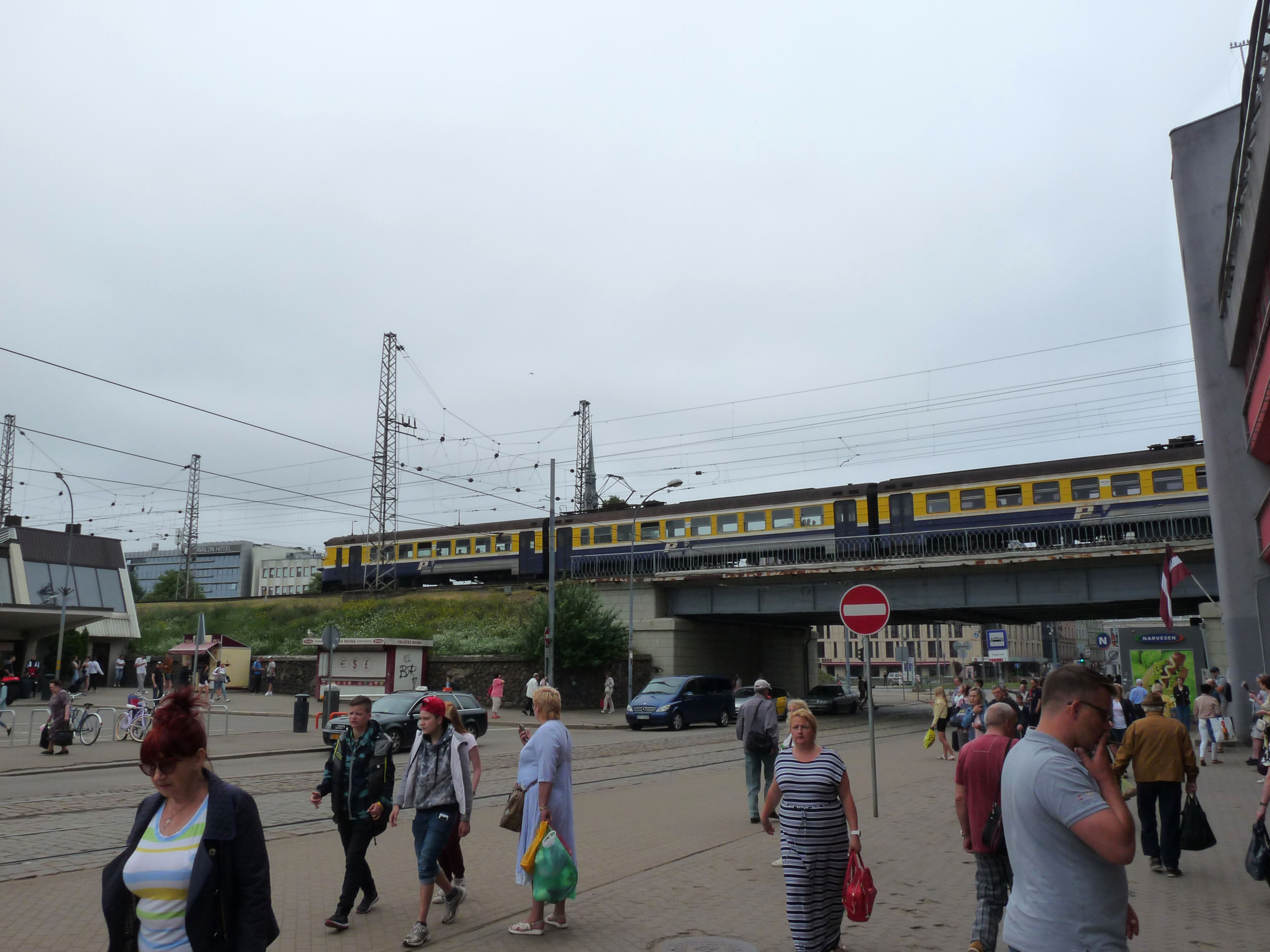
Viaduc ferroviaire
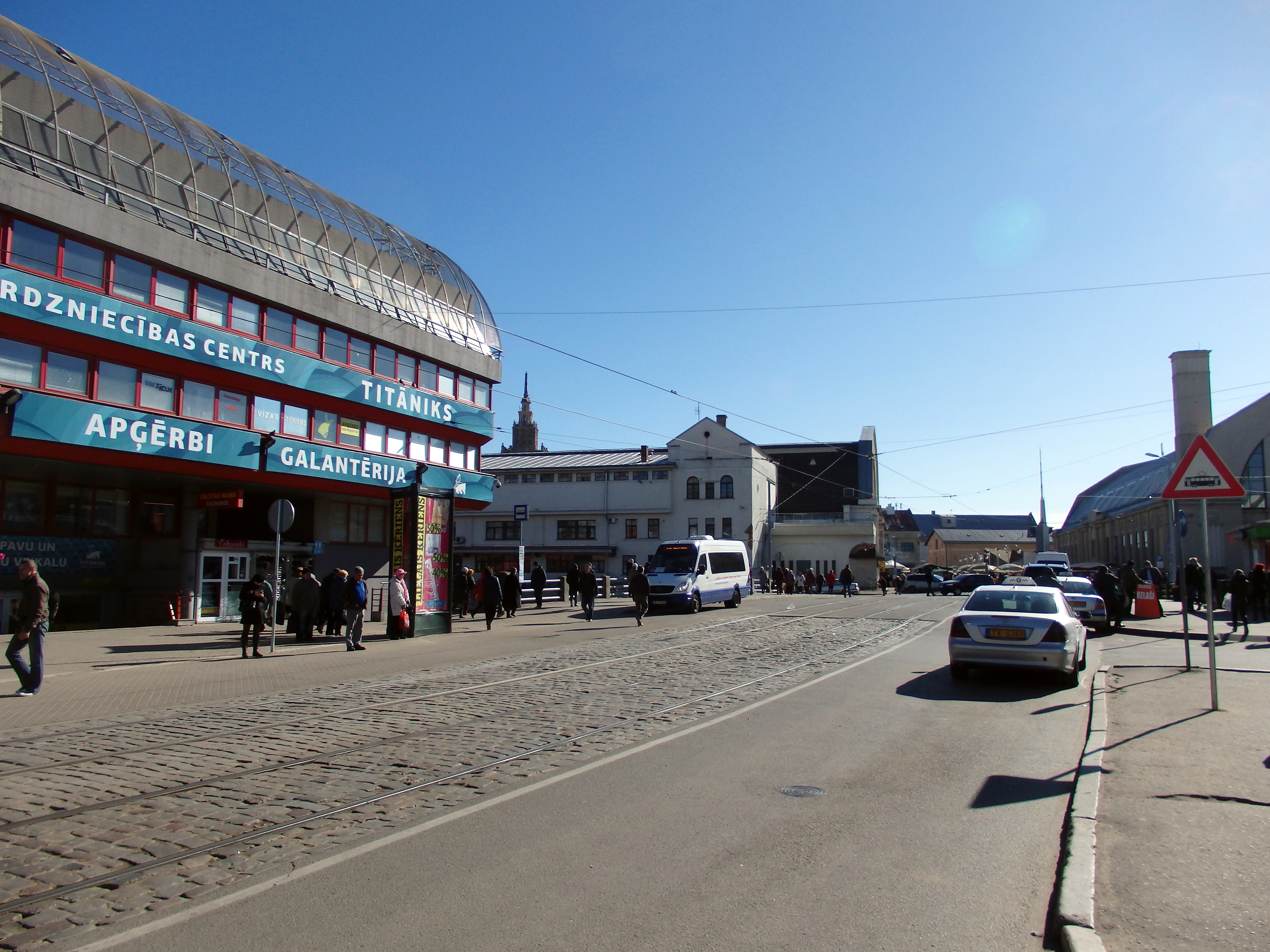
L'ancien centre commercial Titaniks.
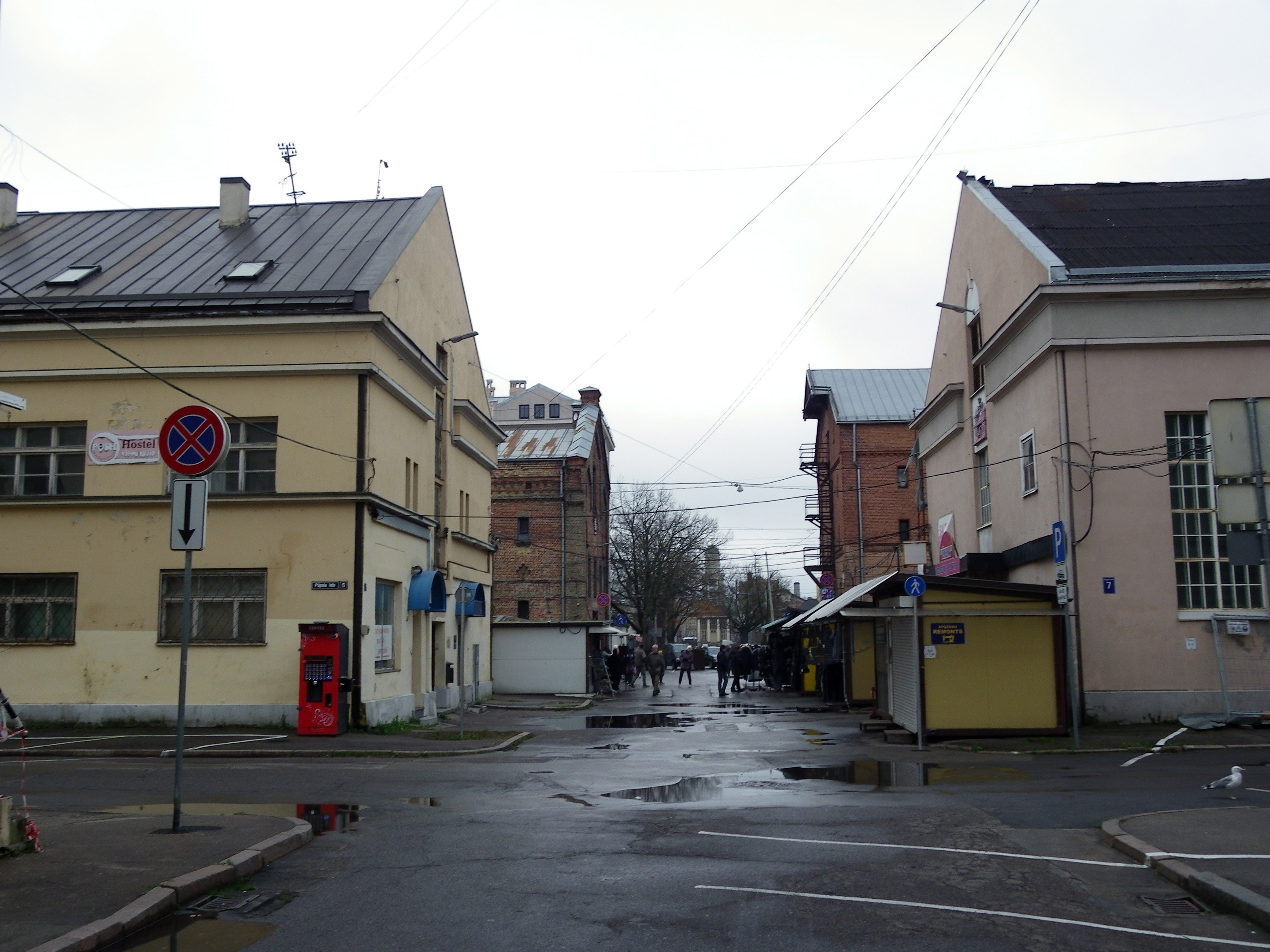
La rue au marché central de Riga.
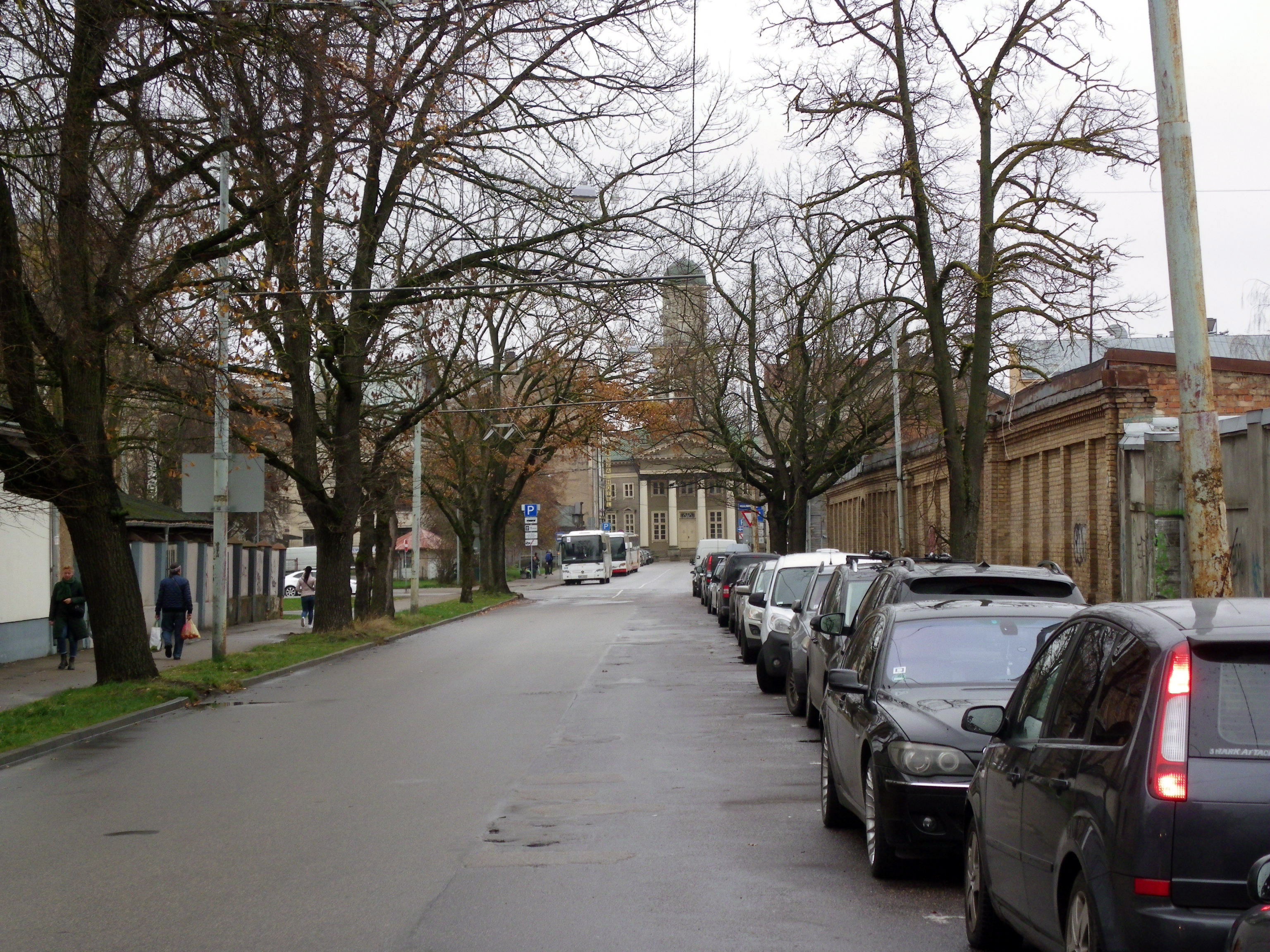